# François Sangalli
Pas d'image ? Cliquez ici

a Compétitions nationales et continentales officielles uniquement.

b Matchs officiels uniquement.
François Sangalli, né le 8 septembre 1952 à Narbonne (France), est un joueur international français de rugby à XV ayant évolué au poste de trois-quarts centre au RC Narbonne.

## Biographie
En 1976, François Sangalli manque la tournée de l'équipe de France pour motif disciplinaire.
L'année suivante, il fait partie de l'équipe de France qui fait le Grand Chelem lors du Tournoi des Cinq Nations 1977.
Il met un terme à sa carrière de joueur en 1981, devient dirigeant du RC Narbonne et président du club entre 1992 et 1995.
À partir de 1979, il est président du Groupe SM Maisons, une entreprise immobilière qu'il a fondé avec un de ses anciens coéquipiers, André Maratuech.

## Statistiques en équipe nationale
- 15 sélections en équipe de France, de 1975 à 1977.
- 1 essai, 4 points.
- Tournées disputées : 1975, 1977.

## Palmarès

### En club
- Finaliste du Championnat de France en 1974 avec le RC Narbonne.
- Vainqueur du Challenge Yves du Manoir en 1974, 1978 et 1979 avec le RC Narbonne.
- Finaliste du Bouclier d'automne en 1974 avec le RC Narbonne.
- Vainqueur du Bouclier d'automne en 1978 avec le RC Narbonne.
- Vainqueur du Championnat de France en 1979 avec le RC Narbonne.
- Vainqueur du Challenge Antoine-Béguère en 1979 et 1980 avec le RC Narbonne.

### En équipe nationale
- Vainqueur du Tournoi des Cinq Nations en 1977 (Grand Chelem) avec l'équipe de France.